# James Whitbread Lee Glaisher
James Whitbread Lee Glaisher (Lewisham, 5 de novembro de 1848 — Cambridge, 7 de dezembro de 1928) foi um matemático e astrônomo inglês, conhecido pelo seu trabalho em teoria dos números.